# Gunnar Sjöstrand
Nils Olof Gunnar Sjöstrand, född 2 januari 1918 i Bjärnum, Norra Åkarps församling, Kristianstads län, död 21 juni 2002 i Linköpings domkyrkoförsamling, Linköping, var en svensk arkitekt.
Sjöstrand, som var son till snickarmästare Ruben Andersson och Signe Sjöstrand, blev möbelarkitekt vid Högre konstindustriella skolan 1943 och utexaminerades från Kungliga Tekniska högskolan 1952. Han blev möbelarkitekt vid Södersjukhusets byggnadskontor 1943, på Sveriges Köpmannaförbunds arkitektkontor 1945, på Kooperativa förbundets arkitektkontor 1943 och på Kungliga Tekniska högskolans byggnadskommittés arkitektkontor 1947. Han blev arkitekt hos byggnadsnämnden i Lunds stad 1952, var biträdande stadsplanearkitekt i Linköpings stad 1954–1955 och 1960–1962, chef för planeringsavdelningen vid Landsbygdens Byggnadsförening 1955–1958, innehade eget arkitekt- och planeringskontor 1958–1960, blev stadsarkitekt i Karlskrona stad 1962, innehade motsvarande befattning i Linköpings stad 1963–1966, var anställd vid Nilsson-Sundberg-Wirén arkitektkontor AB i Linköping 1966–1969 och var biträdande länsarkitekt i Östergötlands län 1969–1982.